# Héliosismologie
 (mars 2011).
Si vous disposez d'ouvrages ou d'articles de référence ou si vous connaissez des sites web de qualité traitant du thème abordé ici, merci de compléter l'article en donnant les références utiles à sa vérifiabilité et en les liant à la section « Notes et références ».
L’héliosismologie est la discipline de l'astrophysique qui étudie les modes de vibration du Soleil.
C'est en 1960 que des pulsations extrêmement faibles du Soleil d'une période de 5 minutes ont été mises en évidence pour la première fois par Robert B. Leighton, par mesure de vitesse Doppler. Elles provoquaient des déplacements de la photosphère à des vitesses de plusieurs km/s. 
Il faudra attendre la décennie suivante pour que trois chercheurs, Roger Ulrich, Robert Stein ainsi que John Leibacher émettent l'hypothèse que ce phénomène pourrait avoir comme origine le déplacement d'ondes acoustiques depuis la zone de convection du Soleil. D’autres observations seront réalisées par des stations d'observations ainsi que des télescopes au sol supplémentés par des missions spatiales spécialement dédiées (Observatoire solaire et héliosphérique), vinrent confirmer ultérieurement à la fois cette découverte et la théorie via la vérification de ses prédictions. Les propriétés de ces oscillations dépendant des variations des conditions physiques et des mouvements de l’intérieur stellaire, la sismologie stellaire offre la possibilité de sonder une étoile de la même manière que les séismes renseignent les géophysiciens sur la structure du globe terrestre. 
Depuis, des millions de pulsations de périodes différentes ont été décelées mettant au jour un phénomène complexe. Elles ne doivent pas être confondues avec les cycles solaires. Ces pulsations sont d'origine acoustique et se propagent depuis le centre du Soleil jusqu'à la chromosphère à la vitesse de 2 ou 3 m/s.
L'héliosismologie est une discipline très jeune mais les instruments d'observation permettent d'effectuer des mesures similaires sur des étoiles situées à plusieurs dizaines d'années-lumière. On parle alors d'astérosismologie.

## Modes d'oscillations
Il existe deux types d'oscillations :
- les modes d'oscillations p : il s'agit d'ondes sonores à haute fréquence provenant des forces de pression s’exerçant à l'intérieur du Soleil. Elles sont engendrées au sein de la zone de convection « soulevant » les zones externes du soleil. Elles sont émises de manière périodique dans un intervalle de cinq minutes ;
- les modes d'oscillations g : il s'agit d'ondes de gravité à basse fréquence. Ces ondes sont liées à l'interaction de la matière selon la loi d'Archimède. Elles restent piégées dans la zone radiative interne ou s’échappent en perdant beaucoup d'énergie. Elles sont donc difficilement observables.

En 2025, une oscillation solaire inédite est enregistrée. Il s'agit d'une oscillation mixte couplant des ondes de gravité (g) et des ondes de compressibilité (f). Des motifs périodiques se développent à la fois dans le cœur et à la surface de l'étoile, avec une période d'une heure plus ou moins quelques minutes. Ces déviations de quelques minutes sont directement reliées à la rotation du cœur du Soleil,.

## Causes des oscillations
Le Soleil, ou tout autre étoile, peut être assimilé à une cavité résonante. Sous l’action d’un mécanisme d’excitation, des ondes (des modes propres) sont générées et se propagent. Pour le Soleil, il s'agit essentiellement de phénomènes acoustiques. Ayant un diamètre de 1 400 000 km, le Soleil « sonne » à une fréquence très basse, autour de 3 mHz, plusieurs dizaines d’octaves en dessous du seuil accessible à l’oreille humaine (de 16 à 20 000 Hz).

## Apport
La première contribution de la sismologie a ainsi été la détermination de la stratification interne du Soleil. Une des caractéristiques ainsi déterminées fut le profil de vitesse du son (pouvant atteindre plusieurs centaines de km/s) en fonction de la profondeur. Cette quantité dépend fortement des variations des paramètres physiques (température, densité, pression), dont le gradient de température. Or de celui-ci dépend le processus de transport de la chaleur du centre à la surface. Les transitions entre les différentes régions du Soleil peuvent ainsi être identifiées, dont la base de la zone convective, délimitant la région où s’effectue le mélange (et l’homogénéisation de la composition chimique observée à la surface solaire).
Une autre contribution majeure concerne le problème du déficit des neutrinos solaires. Les neutrinos sont particulièrement délicats à détecter mais l’amélioration des performances des détecteurs terrestres permit la mesure du flux de neutrinos captés sur Terre. Or ce flux était toujours dramatiquement bas par rapport aux prédictions théoriques du modèle standard du Soleil. L’héliosismologie apporte des contraintes importantes sur les conditions dans le cœur nucléaire du Soleil auxquelles le flux émis est très sensible (proportionnel à la puissance 24 de la température dans le cœur) et de le prédire. Le déficit observé a été expliqué en découvrant l'existence de l'oscillation des neutrinos, leur transformation dans les différentes saveurs auxquelles les détecteurs ne sont pas tous sensibles. Cette découverte a mis en évidence la robustesse du modèle solaire et est un excellent test pour la sismologie solaire.
D'autres propriétés du plasma solaire ont pu être testées en détail. Les propriétés thermodynamiques du plasma solaire variant dans les couches externes, l’étude de leurs variations a permis d’analyser l’équation d’état et la composition chimique du plasma, notamment l’abondance de l’hélium dans la zone convective (celui-ci ne pouvant être mesuré dans le spectre d’absorption du Soleil). La valeur trouvée était bien plus faible que celle attendue, correspondant à l’abondance lors de la formation du Soleil. Ce déficit a été compris comme résultant d’un processus de sédimentation de l’hélium et des éléments plus lourds au sein de la zone convective vers la zone radiative depuis l'apparition du Soleil. Ce mécanisme a ainsi pu être introduit dans les modèles d’évolution stellaire et améliorer leurs prédictions. De même l’âge du Soleil a été contraint précisément, 4,57 ± 0,11 milliards d'années, apportant ainsi de fortes indications sur l’âge d’autres étoiles.
L’héliosismologie a aussi révélé la complexité de la dynamique interne du Soleil, jusqu’alors invisible et inconnue. L’observation de la surface solaire montre qu’il tourne plus vite à l’équateur (en 25 jours) qu’aux hautes latitudes (35 jours) sans que l'on sache comment cette rotation s'établit et évolue avec la profondeur. La sismologie globale (l’utilisation des modes propres de bas degré dont ceux qui se propagent jusqu’au cœur) a permis de répondre à cette question. Le profil de rotation solaire a ainsi été déduit du spectre d'oscillations solaires grâce à des techniques mathématiques adaptées.
Dans la zone convective, la rotation varie principalement en latitude : elle est plus rapide à l’équateur qu’aux pôles, concordant avec la rotation de surface mesurée. Aux moyennes et faibles latitudes, a été découverte une couche superficielle où prend place un cisaillement dû à la rotation différentielle, proposée pour expliquer la migration des taches solaires des latitudes moyennes vers l’équateur. Au contraire, la zone radiative connaît une dynamique toute différente puisqu’elle présente une rotation solide : elle tourne d’un seul bloc. La transition entre ces deux régions, dynamiquement très différentes, se fait près de la base de la zone convective au travers d’une couche de fort cisaillement, la tachocline. Cette zone est supposée jouer un rôle important dans le mécanisme de production du champ magnétique solaire via l’effet dynamo dont la compréhension est un des défis actuels de la physique stellaire. 
Enfin malgré ces découvertes, on n’a pas encore accès à la dynamique du cœur solaire, pour lequel seule l’utilisation des modes de gravité, non encore découverts sans ambiguïté, est nécessaire. La sismologie globale a offert la possibilité de découvrir les larges mouvements au sein du Soleil comme jamais mais ne donne pas accès aux mouvements locaux, à plus petite échelle. Il faut alors faire employer la sismologie locale, technique récente utilisant les modes hauts degrés, les plus superficiels. Elle a permis de mettre en évidence la présence de nouveaux mouvements entre l’équateur et les pôles (la circulation méridienne). Elle a aussi permis la cartographie en trois dimensions des écoulements locaux dans les couches les plus externes de la zone convective ou encore de révéler la dynamique sous-jacente aux taches solaires.